# اونوریو ماریناری
اونوریو ماریناری (انگلیسی: Onorio Marinari؛ ۱۶۲۷ – ۵ ژانویه ۱۷۱۵) نقاش اهل ایتالیا بود.